# Liefde

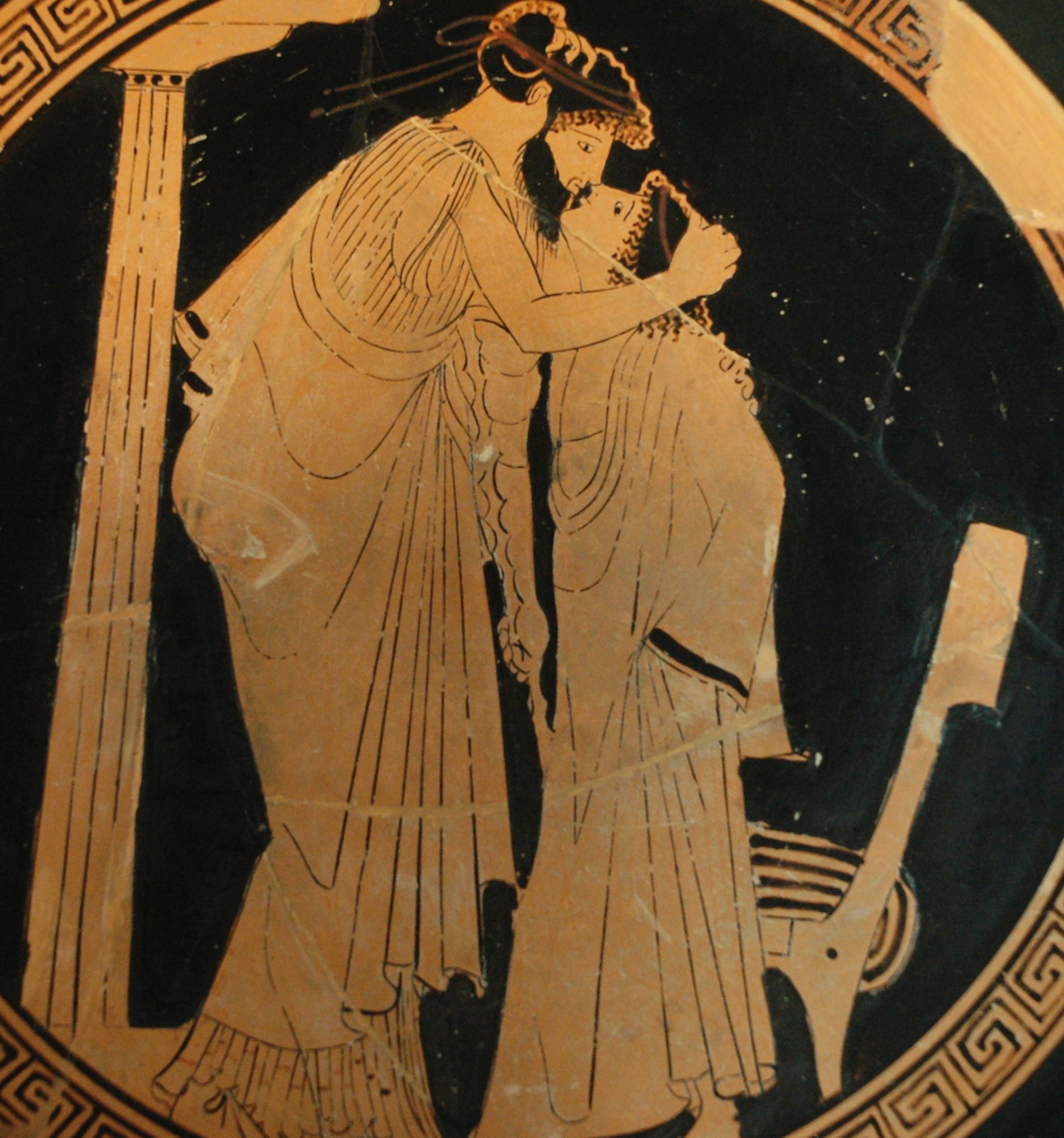
Erastes en Eromenos die elkaar kussen; detail van een Attische vaas, 480 v.Chr.

Liefde is diepe acceptatie van en genegenheid voor, welgezindheid tot of toewijding voor een ander, of eventueel zichzelf. Het kan ook betrekking hebben op een dier, zaak of voorwerp. Eveneens kan liefde gevoeld worden voor handelingen, zoals een ambacht, vak, sport en bezigheid. Vaderlandsliefde is een voorbeeld van liefde voor een abstract verschijnsel, zo ook kan liefde ervaren worden voor de eigen religie en voor natuur.
De betekenissen die aan het begrip 'liefde' gegeven worden zijn sterk cultureel en maatschappelijk geïnspireerd. De context bepaalt ook de betekenis, houden van pindakaas is een andere emotie dan houden van je kind.

## Soorten liefde
De veelheid aan betekenissen die het woord liefde (tussen personen) draagt, noopt psychologen tot de uitwerking van een taxonomie. Het is niet uitzonderlijk dat een woord meer dan een betekenis heeft, maar voor een objectieve benadering moeten die betekenissen wel uitdrukking vinden. In de veelheid aan classificatieschema's die psychologen hebben voorgesteld, komen de volgende vier types regelmatig terug, zij het met verschillende namen:
- gehechtheid, geïdentificeerd als attachment love door John Bowlby en Harry Harlow, slaat op de aangeboren neiging zich in de nabijheid te houden van bekende beschermers in tijden van dreiging. Deze liefde steunt niet op een systeem van beloningen of straffen, maar is evolutionair ingebouwd.
- medelijden, met uiteenlopende synoniemen zoals naastenliefde, altruïstische liefde, broederliefde, agape, of B-love (Abraham Maslow). De liefhebbende persoon zorgt voor het welzijn van een ander zonder te rekenen op toekomstige eigen voordelen die daaruit voortvloeien. Ook deze liefde is aangeboren en heeft geen beloningen en straffen nodig. Ze wordt geactiveerd door een noodsignaal van een soortgenoot.
- affectie, met synoniemen vriendschap, affiliatie en pragmatische liefde, is daarentegen sterk gekoppeld aan beloningen en straffen, dus aan het stelsel van pijn en genot. We "houden van" degenen die ons goed doen, en we "houden niet van" degenen die ons nadeel berokkenen. Affectie komt gemakkelijker tot stand met personen die ons bekend voorkomen, die op ons gelijken en die lichamelijk aantrekkelijk zijn.
- romantische liefde heet ook passie en erotiek. Deze liefde is sterk verbonden met seksuele aantrekkingskracht en wellust. In veel culturen is deze vorm van liefde een noodzakelijke voorwaarde voor het huwelijk.

## Biologische basis voor onbaatzuchtigheid
Altruïsme is handelen in het voordeel van anderen zonder dat daarvoor een beloning te verwachten valt.
Filosofen hebben lang aangenomen dat altruïsme tegen de natuur ingaat, in de zin dat altruïstisch gedrag de kans op overleving en voortplanting van anderen vergroot, met geen of een negatieve invloed op de eigen kans op overleving en voortplanting. Ethische egoïsten als Ayn Rand en Friedrich Nietzsche hebben geargumenteerd dat zelfs als de menselijke aard authentiek altruïstische motieven inhoudt, die motieven moeten onderdrukt worden om te vermijden dat de ontvanger van de geboden hulp lui wordt.
De verhandeling van Thomas Malthus over bevolkingsgroei en de evolutietheorie van Charles Darwin wijzen op een strijd om hulpbronnen tussen individuen van dezelfde soort. Het sociaal darwinisme werd scherp geformuleerd door Herbert Spencer en diende onder meer als rechtvaardiging van extreme verschillen tussen rijke en arme mensen. Sinds de jaren 1960 zijn echter nieuwe inzichten gepubliceerd die een evolutionair-biologische basis voor ethisch gedrag leveren. De entomoloog Edward Osborne Wilson argumenteerde in Sociobiology: The New Synthesis hoe het gedrag van dieren in een gemeenschap van soortgenoten veel rijker is dan alleen welbegrepen eigenbelang. Hij creëerde het vakgebied der evolutionaire psychologie waarin goed gedrag niet tegennatuurlijk is, maar juist zijn plaats krijgt in de strijd tussen de genen.

## Religieuze interpretatie

### Hebreeuwse Bijbel
In de Tenach is het Hooglied gewijd aan de erotische liefde van koning Salomo tot zijn bruid.

### Christelijke traditie
Vanuit de christelijk traditie geldt dat het enerzijds – als uiterste – een zichzelf opofferende en een ander weldaden schenkende houding is (agape). Deze soort liefde richt zich op de behoeften van de ander en zoekt wat het beste voor de ander is. In dat geval laat de liefde de ander de vrije keus om die liefde te beantwoorden of niet. Dit soort liefde vraagt offers en hard werken voor hen die daarnaar streven. Echter voor de weinige mensen die volledig afstand hebben gedaan van hun egoïsme is deze liefde een levende bron die geen inspanning meer vergt, maar vanzelfsprekend en natuurlijk is.
De ruimere definitie van liefde is de onvoorwaardelijke liefde (metta). Zij is het soort liefde dat de andere persoon de volledige onvoorwaardelijke ruimte en vrijheid schept zichzelf te kunnen zijn.
Liefde kan bijvoorbeeld een speciaal soort aantrekking tot een persoon of voorwerp zijn. Het is dan een gevoel of emotie. In de sterkste vorm geeft het mensen de indruk dat ze zonder het object van hun liefde niet meer verder kunnen in het leven, de indruk dat ze psychologisch afhankelijk zijn van de aanwezigheid.
Liefde kan zich als caritas uiten, een schenking aan een goed doel. Caritas vindt voornamelijk plaats op emotionele grond, gebaseerd op het graag willen helpen bij iets waar men emotioneel betrokken bij is. Het kan echter ook op louter rationele grond gebaseerd zijn.
Liefde geeft iemand het gevoel dat hij onoverwinnelijk is en alles voor de ander over heeft, de emotie is bijna niet te beschrijven, de één zegt dat hij het gevoel heeft dat hij kan vliegen en de ander voelt zich geweldig en gelukkig.
In de eerste brief van Paulus aan de Korintiërs staat het thema liefde (agape in de oorspronkelijke tekst) centraal.

## Wetenschap over liefde
Er dient onderscheid gemaakt worden tussen liefde en verliefdheid, wat zich laat beschrijven als een tijdelijke chemische reactie in de hersenen.
Beide fenomenen zijn wetenschappelijk verklaard, hoewel vanuit bijvoorbeeld de systeemwetenschap het terugbrengen van verliefdheid tot chemische reactie te sterk reductionistisch is. Het zijn immers niet de chemische reacties zelf die de zeer invloedrijke interactie tussen twee verliefde mensen teweegbrengen; tussen chemie en geslachtsgemeenschap zit een hele keten van al dan niet cultureel bepaald gedrag die nog niet volledig verklaard is.
De term liefde verwijst naar relaties tussen mensen onderling, tussen mensen en objecten, enzovoort. Liefdesrelaties worden gekenmerkt door zekere gedragingen en gaan vaak gepaard met bepaalde emoties zoals seksuele gevoelens, ontroering, welzijnsgevoel en combinaties hiervan. Het bestaan van die relaties kan vrij gemakkelijk verklaard worden door het feit dat ze in het maatschappelijke functioneren een belangrijke rol spelen. Bijvoorbeeld, zonder de moederliefde zou het voortbestaan van kinderen veel minder gegarandeerd zijn: de zorg voor het kroost komt daarom ook bij talloze diersoorten voor. In de dierlijke wereld is ook sprake van liefde zoals seksuele drift en nestverzorging. Menselijke relaties zijn echter zo complex dat ze niet louter op hormonen te herleiden zijn. Materiële processen zijn niettemin relevant, vanwege de biologische en psychologische constitutie van de mens. Liefde en ratio sluiten elkaar evenmin uit. De keuze van het voorwerp der liefde kan onbewust of bewust gemaakt worden op basis van feitelijke overwegingen. Zo beschouwt Fritz Heider, de psycholoog en grondlegger van de balanstheorie, in zijn werk The Psychology Of Interpersonal Relations liefde als een positive liking relation tussen twee personen die een gemeenschappelijke betrokkenheid hebben tot iets anders.
In de psychologie van Sigmund Freud werden de meeste vormen van liefde herleid tot seksualiteit: ook de afhankelijkheid van een kind ten opzichte van zijn ouders. De freudiaanse psychologie was evenwel in discrediet gebracht enerzijds door de successen van de pyschofarmaca, anderzijds door nieuwe inzichten in het statuut en de bewijslast van wetenschappelijk onderzoek (falsifieerbaarheid). Vanaf de jaren 1990 heeft de neurowetenschap aangetoond dat het vermogen tot emoties nauw verbonden is met de wisselwerking tussen verschillende componenten van het limbisch systeem in de hersenen. Dieren kunnen affectie, medelijden en gehechtheid voelen en tonen in de mate waarin ze over een ontwikkeld limbisch systeem beschikken; dat is met name het geval bij de zoogdieren, waar de jongen nog relatief lang na de geboorte afhankelijk blijven van de zorg van de ouders en eventuele andere groepsleden.

## Soorten liefde
Er bestaan verschillende soorten liefde:
1. Liefde voor mensen in het algemeen: naastenliefde, caritas of onbaatzuchtige liefde (liefde die schenkt en er niets voor terug verwacht)
2. Liefde tot/van God, of van mens tot mens met God als tussenpersoon (agape)
3. Onvoorwaardelijke liefde voor alle levende wezens (metta, begrip uit het boeddhisme)
4. Liefde tussen familieleden, de liefde van ouders voor hun kinderen enz. (storge)
5. Liefde voor vrienden (philia)
6. Liefde voor vreemden, gastvrijheid. (xenia)
7. Romantische liefde (verliefdheid)
8. Platonische liefde
9. Seksuele liefde, erotiek
10. Liefde voor zichzelf (in overdreven vorm heet dit narcisme)
11. Liefde tot een abstractum (bv. waarheidsliefde, taalliefde/taalmin)
12. Rituele vormen van liefde; hoofse liefde
13. Liefde voor een voorwerp, of een lichaamsdeel buiten de gebruikelijke erogene zones (in extreme mate: fetisjisme)
14. Liefde voor het vaderland (vaderlandsliefde)

In zijn boek De Vier Liefdes verkent de schrijver C.S. Lewis de aard van de liefde. Hij maakt daarbij onderscheid in behoefteliefde (zoals de liefde van een kind voor de moeder) en gevende liefde, benadrukt in de liefde van God voor de mensheid. Op basis van de vier woorden voor liefde in het Oudgrieks verdeelt Lewis liefde in vier categorieën: genegenheid (storge), vriendschap (philia), erotiek (eros) en liefdadigheid (charis).
Haat wordt ook als een vorm van omgekeerde liefde gezien: een negatieve aantrekking op grond van psychologische projectie van de schaduwzijde van iemand op een ander. Ook wordt haat juist als een extreme uiting van liefde gezien: de liefde tot het één uit zich in haat voor het ander.

## Symbolen
Een van de symbolen van liefde is een gestileerd plaatje van een hart.
Het emoticon voor liefde is <3, dat een hart voorstelt.